# Marco Ricolfi
Marco Ricolfi (Torino, 19 luglio 1952) è un giurista e avvocato italiano.
Marco Ricolfi è professore ordinario di Diritto commerciale presso il Dipartimento di Giurisprudenza dell'Università degli Studi di Torino, dove insegna Diritto industriale e ha ideato e fondato il master in proprietà intellettuale (che dirige dal 2000), co-organizzato da World Intellectual Property Organization (WIPO) e Università di Torino. Nel 2007 il prof. Ricolfi ha fatto parte del gruppo di esperti dell' "High-Level Expert Group on the European Digital Libraries" istituito dalla Commissione europea. È inoltre cofondatore e condirettore del Centro Nexa su Internet e Società del Dipartimento di Automatica e Informatica del Politecnico di Torino. Dal 2003 è il coordinatore scientifico del gruppo di lavoro giuridico di Creative Commons Italia. È noto per la sua attività in materia di copyright e proprietà intellettuale. È autore di numerosi libri ed è spesso citato da media nazionali e internazionali.

## Biografia
Nato a Torino il 19 luglio 1952, si laurea nel 1974 in Diritto commerciale presso l'Università degli Studi di Torino e consegue nel 1976 il Master of Laws presso l'Università di Yale. Dal novembre 1995 insegna Diritto industriale presso il Dipartimento di Giurisprudenza dell'Università degli Studi di Torino, e a partire dal 1997 insegna Diritto commerciale nella stessa università. Nel Novembre 2006 fonda, insieme a Juan Carlos De Martin, il Centro Nexa su Internet e Società, un centro di ricerca del Politecnico di Torino (Dipartimento di Automatica e Informatica) dedicato ai temi della società dell'informazione.

## Opere
- Trattato dei marchi - Diritto europeo e nazionale (due voll.) Archiviato il 15 aprile 2022 in Internet Archive., G. Giappichelli Editore, 2015. ISBN 9788875243111.
- Diritto industriale - Proprietà intellettuale e concorrenza, G. Giappichelli Editore, 2012. ISBN 8834826876.
- I segni distintivi. Diritto interno e comunitario, G. Giappichelli Editore, 1999. ISBN 8834890515.
- Il contratto di merchandising nel diritto dei segni distintivi, Giuffrè Editore, 1991. ISBN 8814030626.
- La coassicurazione, Giuffrè Editore, 1997. ISBN 8814063427